# Neal Stephenson
Neal Town Stephenson (Fort Meade, 31 ottobre 1959) è un autore di fantascienza statunitense noto soprattutto per le sue opere di genere postcyberpunk con una tendenza a divagare nell'esplorazione di argomenti di matematica, economia e di storia della scienza.

## Biografia
Nato a Fort George G. Meade in Maryland — sede della National Security Agency — la famiglia di Stephenson è composta di ingegneri e scienziati. Il padre è un professore di ingegneria elettrica, già figlio di un professore di fisica; la madre lavorava in un laboratorio biochimico, già figlia di un professore di biochimica. La famiglia di Stephenson si trasferì a Champaign-Urbana, Illinois nel 1960 e poi ad Ames, Iowa nel 1966. Dopo il diploma ottenuto presso la Ames High School nel 1977, Stephenson continuò gli studi presso l'Università di Boston, inizialmente specializzandosi in fisica, poi, dopo aver scoperto di poter passare più tempo sul mainframe dell'università, passò a geografia. Si laureò nel 1981 con un bachelor in geografia. Il suo primo romanzo, The Big U, fu pubblicato nel 1984.
Sebbene abbia scritto in precedenza altri romanzi, come l'eco-thriller Zodiac, giunse alla fama nei primi anni novanta con Snow Crash (1992), che fonde memetica, virus informatici, ed altri temi tecnologici con la mitologia sumera.
Oltre alla narrativa, Stephenson scrive articoli sulla tecnologia in pubblicazioni come Wired Magazine, e collabora a tempo parziale con la Blue Origin, un'azienda (fondata da Jeff Bezos) che sta sviluppando un sistema di lancio suborbitale per missioni con un carico umano.

## Opere

### Narrativa

#### Romanzi
- The Big U (1984)
- Zodiac (1988) Shake, 1999
- Snow Crash (1992) Mondadori, 2022
- Il presidente: Interface (Interface - 1994) con lo pseudonimo di Stephen Bury con J. Frederick George. Editrice Nord, 1995
- L'era del diamante. Il sussidiario illustrato della giovinetta (The Diamond Age or, A Young Lady's Illustrated Primer - 1995) Shake, 1997
- CobWeb: il complotto (The Cobweb - 1996)  con lo pseudonimo di Stephen Bury con J. Frederick George. Editrice Nord, 1997
- Cryptonomicon (1999) Rizzoli, 1999
- Ciclo barocco:
  - Argento vivo (Quicksilver - 2003) Rizzoli, 2004 (annotato sul wiki Metaweb)
  - Confusione (The Confusion - 2004) Rizzoli, 2005
  - The System of the World (2004)
- Anathem (2008) Rizzoli, 2010 (in 2 Voll.: Anathem. Il pellegrino e Anathem. Il nuovo cielo)
- Gioco Mortale (Reamde - 2011) Fanucci Editore, 2012 (in 2 Voll.: Gioco mortale e Gioco mortale. Guerra assoluta)
- Seveneves (2015)
- The Rise and Fall of D.O.D.O. (2017)
- Fall. La caduta all'inferno (Fall; or, Dodge in Hell - 2019) Fanucci Editore, 2020
- New Found Land: The Long Haul (2021) con Austin Grossman e Sean Stewart. Audiolibro.
- Termination shock (2021)
- Polostan (2024)

#### Racconti
- Spew (1994)
- The Great Simoleon Caper (1995)
- Jipi and the paranoid chip (1997)

### Saggistica
- Smiley's people (1993)
- In the Kingdom of Mao Bell (1994)
- Mother Earth Mother Board (1996)
- Global Neighborhood Watch (1998)
- In the Beginning...was the Command Line (1999) ISBN 0380815931